# Саша Красный
Са́ша Кра́сный (литературный псевдоним Алекса́ндра Давы́довича Бря́нского; 16 (28) сентября 1894, Севастополь, Таврическая губерния, Российская империя — 2 марта 1995, Москва, Россия) — русский советский поэт, песенник, чтец и артист театра малых форм. Один из создателей движения «Синяя блуза».

## Биография
Согласно поздним официальным документам, родился 16 (28) сентября 1882 года в Севастополе. Согласно документам военного времени, А. Д. Брянский родился в 1894 году. Был четвёртым ребёнком в бедной еврейской семье; отец был портным. Не окончив казённого училища, в двенадцатилетнем возрасте поступил учеником ретушёра в фотоателье «Рембрандт». Работал мальчиком по сбору объявлений для газеты «Южанка», цирковым клоуном, рабочим на лесопильном заводе, табачной фабрике, канатном производстве, слесарем, грузчиком, маляром, художником-оформителем в магазине «Женские рукоделия». В 1905—1907 годах начал выступать с чтением собственных стихов на злобу дня, один из которых был опубликован отдельной листовкой:

Товарищ, опомнись, опомнись, солдат,
И голосу совести внемли!
Рабочий, крестьянин, — ведь это твой брат,
Скорей брось винтовку на землю!

В 1908 году поступил в Одесское художественное училище Гинзбурга (класс живописи), после окончания которого начал выступать на эстраде как чтец-декламатор и куплетист под сценическим именем «Саша Красный». Псевдоним «Красный» появился из-за рыжего цвета волос. С 1911 года — актёр театральной труппы «Вокруг света» (ул. Пушкинская угол Успенской), с которой участвовал в театральных гастролях по городам России. Первый сборник стихов и куплетов «Если был бы я Убейко Юлий» вышел в 1912 году в Одессе под авторством Александра Брянского.
С 1914 года участник боевых действий Первой мировой войны, был ранен и награждён Георгиевским крестом IV степени. После ранения служил в 180-м запасном пехотном полку, принимал участие в революционных действиях в Петрограде. В апреле 1917 года встречал и охранял В. И. Ленина на Финляндском вокзале. Участник Гражданской войны, в ноябре 1918 года и в мае 1919 года служил в личной охране Ленина, писал рифмованные агитки.
В 1920-х годах работал в газете «Гудок» (с 1920 года — корреспондент, в 1921 году — завлитотделом), стал одним из зачинателей и активистов движения синеблузников (1923) — разновидности советской театрализованной агитэстрады, получившей своё название по одноимённому сборнику агитационной поэзии Саши Красного «Синяя блуза», вышедшему в 1923 году. Публиковался также в газете «Труд».
В середине 1920-х годов основал собственный агитационный эстрадный коллектив синеблузников «Театр Саши Красного», с которым гастролировал на протяжении 1920—1930-х годов. Тогда же опубликовал несколько сборников песен. Выступал вместе с женой, артисткой Московской филармонии Ниной Фёдоровной Вильнер (1905—1987). В начале Великой Отечественной войны был с женой и детьми эвакуирован в Ташкент.
Репрессирован. В 1956 году был официально реабилитирован и вернулся к литературной деятельности, вновь стал печататься, хотя и в незначительном объёме.
Член Союза писателей СССР с 1984 года. В последние годы жизни писал главным образом любовную лирику (сборники «Контрасты», 1990, и «Только о любви», 1993), создал цикл «Одесские стихи» и др. Саша Красный — старейший из русских поэтов — писал стихи до последних лет жизни.

Семейное захоронение Брянских

Скончался 2 марта 1995 года в Москве, похоронен на Новом Донском кладбище.

## Семья
Сыновья — поэт-песенник Борис Брянский (1928—1972) и Юрий Брянский (род. 1934), учёный в области машиностроения, доктор технических наук (1974), автор монографий «Взаимодействие пневматических колёс с деформируемыми опорными поверхностями» (1971) и «Управляемость большегрузных автомобилей» (1983), учебника «Тягачи строительных и дорожных машин» (1976).
Дочь — Инна Брянская (1938—2014), филолог, работала в журнале «Октябрь», автор сборника очерков «Щедрость» (М.: Современник, 1989).

## Книги Саши Красного
- Если был бы я Убейко Юлий: Сборник куплетов (автор—куплетист Александр Брянский). Издательство Шермана: Одесса, 1913. — 3000 экз.
- Синяя блуза. Москва, 1923.
- Под гармошку: Песенник (песни о крестьянском займе и др., с М. Зиминым). Под ред. Е. Крекшина. Главполитпросвет НКФ СССР и ЦК ВЛКСМ: Москва, 1928.
- Песенник к перевыборам советов. Под ред. Р. В. Пикеля. Теакинопечать: Москва, 1929.
- Контрасты. Советский писатель: Москва, 1990.
- Только о любви (стихи разных лет). Приокское книжное издательство: Тула, 1993.